# Župnija Podgrad (Škofija Novo mesto)
Župnija Podgrad je rimskokatoliška teritorialna župnija dekanije Novo mesto škofije Novo mesto.
Do 7. aprila 2006, ko je bila ustanovljena škofija Novo mesto, je bila župnija del nadškofije Ljubljana.
V župniji Podgrad so postavljene Farne spominske plošče, na katerih so imena vaščanov iz okoliških vasi (Jurna vas, Konec, Koroška vas, Mihovec, Podgrad, Pristava, Vinja vas), ki so padli na protikomunistični strani v letih 1942-1945. Skupno je na ploščah 77 imen.